# Hana Konečná
Hana Konečná (* 1961) je česká psycholožka, bioetička a vysokoškolská pedagožka na Jihočeské univerzitě v Českých Budějovicích. Zabývá se etickými otázkami spojenými s dárcovstvím a využíváním částí těla, dále se věnuje psychosociálním a etickým otázkám nenaplňujícího se rodičovství a asistovanou reprodukcí v návaznosti připravovanou evropskou legislativou, která má nabýt platnosti od roku 2027. 

## Profesní život
Hana Konečná vystudovala v letech 1980–1985 Fakultu elektrotechnickou na Vysokém učení technickém v Brně, kde získala titul Ing. V období 1990–1995 studovala psychologii na Filozofické fakultě Masarykovy univerzity v Brně a obdržela titul Mgr. V roce 2000 ukončila doktorské studium klinické psychologie na Filozofické fakultě Univerzity Palackého v Olomouci (Ph.D.). V roce 2003 rigorózním řízením na Filozofické fakultě Univerzity Palackého v oboru Psychologie získala titul PhDr. Na bratislavské Vysoké škole Zdravotníctva a sociálnej práce Sv. Alžbety se habilitovala v roce 2007 v oboru Sociální práce, stala se docentkou. Od roku 2004 pracuje na Zdravotně sociální fakultě Jihočeské univerzity v Českých Budějovicích v oboru Zdravotně sociální problematika.
V roce 2023 se zúčastnila mezinárodní konference v marocké Casablance, kde odborníci z celého světa vyzvali k univerzálnímu zákazu náhradního (surgorátního) mateřství.

## Členství v komisích a organizacích
Hana Konečná je členkou Bioetické komise Rady Evropy, Etické komise MZ ČR, Komise pro reprodukční medicínu MZ ČR, European Society of Human Reproduction and Embryology, International Infertility Counseling Organization.
Aktivně působí v neziskových organizacích zabývajících se nedobrovolnou bezdětností. Je dobrovolnicí například v Nadaci Mateřská naděje a dalších organizací.
Jejími koníčky jsou tramping a hra na kontrabas – hrála v kapele Diva Gilea.

## Dílo
- 2003: Na cestě za dítětem. ISBN 80-200-1055-6
- 2011: Jak dál s pěstounskou péčí na přechodnou dobu?[14] Spoluautorka s Hanou Sudovou, ISBN 978-80-87455-23-4
- 2012: O „negenetickém“ rodičovství trochu jinak: informace pro zdravotníky.[15] ISBN 978-80-87455-20-3
- 2012: Medicína založená na důvěře. Spoluautorka s Danicou Sloukovou a Tonko Mardešičem, ISBN 978-80-7262-878-0
- 2017: Rodičem kdykoliv a jakkoliv. ISBN 978-80-204-4652-7
- 2018: Kvantifikace ve vědách o člověku. Spoluautorka se Zdeňkem Půlpánem a Marií Zemanovou, ISBN 978-80-7394-556-5

## Ocenění
V říjnu 2024 převzala Hana Konečná od rektora JU Pavla Kozáka Cenu Jany Anny Kateřiny Zátkové za popularizaci vědy, když opakovaně vystupovala v médiích a seznamovala veřejnost s výsledky projektu „Kvalita a udržitelnost programů dárcovství částí těla v ČR“.